# コマルカ・ド・リベイロ
コマルカ・ド・リベイロ（Comarca do Ribeiro）はスペインガリシア州オウレンセ県のコマルカで、同県の西部に位置する。
ア・アルノイア、アビオン、ベアーデ、カルバジェーダ・デ・アビア、カストレーロ・デ・ミーニョ、センジェ、コルテガーダ、レイロ、メロン、リバダビアの10の自治体によって構成される。
隣接するコマルカは、北がコマルカ・ド・カルバジーニョ、東がコマルカ・デ・オウレンセ、南東がコマルカ・ダ・テーラ・デ・セラノーバ、西南がコマルカ・ダ・パラダンタ（ポンテベドラ県）、西はコマルカ・デ・ビーゴとコマルカ・デ・ポンテベドラ（両コマルカともポンテベドラ県）である。
面積は407.1km²で、2010年の人口は19,072人（2007年：19,655人）。コマルカの中心地区は自治体リバダビアのリバダビア教区のリバダビア地区。カスティーリャ語による表記はComarca del Ribeiro。

## 地理
| コマルカ・ド・リベイロの構成自治体（2010年）          |            |             |                    |
| 自治体                                                | 人口（人） | 面積（km²） | 人口密度（人/km²） |
| ア・アルノイア                                        | 1,091      | 20.7        | 52.7               |
| アビオン                                              | 2,561      | 120.5       | 21.3               |
| ベアーデ                                              | 515        | 6.4         | 80.5               |
| カルバジェーダ・デ・アビア                            | 1,523      | 47.0        | 32.4               |
| カストレーロ・デ・ミーニョ                            | 1,870      | 39.7        | 47.1               |
| センジェ                                              | 1,396      | 29.0        | 48.1               |
| コルテガーダ                                          | 1,330      | 26.9        | 49.4               |
| レイロ                                                | 1,833      | 38.3        | 47.9               |
| メロン                                                | 1,463      | 53.4        | 27.4               |
| リバダビア                                            | 5,490      | 25.2        | 217.9              |
| 計                                                    | 19,072     | 407.1       | 46.8               |
| 出典:INE（スペイン国立統計局）、IGE（ガリシア統計局） |            |             |                    |